# Япен
Япен — остров около Новой Гвинеи. Япенский пролив отделяет его от островов Биак.
Относится к индонезийской провинции Папуа. Есть население, которое растёт, что сопровождается сведением лесов. Высшая точка 1496 м. Треть площади острова занимают две охраняемые территории. Его дождевые леса богаты уникальной флорой и орнитофауной.

## История
24 июня 1528 на острове высадился испанский мореплаватель Альваро де Сааведра. В 1545 его посетил на борту галеона Сан-Хуан Иньиго Ортис де Ретес.